# Lutarpya fulva
Lutarpya fulva är en tvåvingeart som beskrevs av Frederick Askew Skuse 1888. Lutarpya fulva ingår i släktet Lutarpya och familjen platthornsmyggor. Inga underarter finns listade i Catalogue of Life.